# كلام على ورق (مسلسل)
كلام على ورق، مسلسل تلفزيوني مصري عرض في رمضان 1435 هـ/2014م، من بطولة هيفاء وهبي، ومن إخراج محمد سامي.

## قصة المسلسل
تدور أحداث المسلسل حول جريمة قتل تتم بواسطة قاتل مأجور تجاه إحدى الشخصيات الهامة بالمسلسل، تحدث جريمة القتل في العاصمة اللبنانية بيروت، ويتم اتهام إحدى المصريين المتواجدين في بيروت بالقيام بهذه الجريمة، وتستمر أحداث المسلسل في إطار من الغموض والتشويق إلى أن يظهر الفاعل الحقيقي للجريمة.

## بطولة
- هيفاء وهبي: حبيبة بيطار
- ماجد المصري: ناصر الطيار
- أحمد زاهر: فرج شبل
- روجينا: جومانا فواز
- حسين الإمام: دودي
- أحمد السعدني: حمزة قصير
- أشرف زكي: مجدي أديب
- أمل رزق: صافي
- كريم قاسم: مروان أديب
- مي عمر: ليلى إبراهيم
- جلال الزكي: سيد شبل
- عمار شلق: نمر
- ندى أبو فرحات: كارين
- رودني حداد: مازن
- يوسف حداد
- طلال الجردي
- بيار جامجيان
- جهاد الأطرش
- تتيانا

## وصلات خارجية
- صفحة المسلسل في قاعدة بيانات الأفلام العربية